# زانکت پتر فراینشتاین
زانکت پتر فراینشتاین (به آلمانی: Sankt Peter-Freienstein) یک منطقهٔ مسکونی در اتریش است که در لوبن واقع شده‌است. زانکت پتر فراینشتاین ۲۷٫۳۵ کیلومتر مربع مساحت دارد ۶۰۰ متر بالاتر از سطح دریا واقع شده‌است.